# Bizkaia 3E
La Bizkaia 3E est une course cycliste espagnole disputée sur trois étapes en Biscaye, dans la communauté autonome du Pays basque. Réservée aux coureurs de moins de 23 ans, elle est organisée conjointement par trois clubs régionaux : la SC Markina-Xemein, la SC Gernikesa et la Berritxuko Txirrindulari Elkartea, avec le soutien des communes de Markina-Xemein, Ibarrangelu et Berriatua,.
Pour la première édition en 2018, l'épreuve accueille un plateau de dix équipes basques et navarraises, ainsi que quinze autres formations du reste du pays et de pays étrangers, du Portugal et de l'Aquitaine,.

## Palmarès
| Année | Vainqueur        | Deuxième       | Troisième         |
| ----- | ---------------- | -------------- | ----------------- |
| 2018  | Dzmitry Zhyhunou | Jokin Aranburu | Andréas Miltiádis |